# Thor 5
Thor 5 (vormals Thor 2R) ist ein Fernsehsatellit des norwegischen Telekommunikationsunternehmens Telenor.

## Start und Position
Der Satellit wurde am 11. Februar 2008 auf einer Proton-Trägerrakete vom Kosmodrom Baikonur aus in den Orbit befördert und zunächst auf 16,5° West positioniert, wo er ab dem 27. Februar 2008 erprobt wurde. Am 13. März 2008 erreichte Thor 5 seine Zielposition bei 0,8° West, von der aus er am 17. April 2008 den Regelbetrieb aufnahm und sukzessiv die Transponder seines Vorgängers Thor 2 ablöste.

## Aufbau
Thor 5 basiert auf dem Satellitenbus STAR-2 und wurde von Orbital Sciences Corporation hergestellt. Mit seinen 24 Ku-band Transpondern zur direct-to-home (DTH) TV Übertragung überträgt er über den Nordic Beam jene Programme für den Skandinavischen Sprachraum, die bis dahin über Thor 2 ausgestrahlt wurden. Mit dem zusätzlichen, auf Osteuropa ausgerichteten Pan European Beam wird zudem dem Bedarf für Übertragungskapazitäten in Ost- und Zentraleuropa begegnet. Thor 5 besitzt 15 aktive FSS Transponder und neun aktive BSS Transponder für festgelegte Ausleuchtzonen. Weitere fünf aktive Transponder können ferngesteuert auf jede beliebige Region Europas ausgerichtet werden, von der aus die Position 0.8° West sichtbar ist.

## Empfang
Der Nordic Beam kann in Skandinavien, in den Baltischen Staaten sowie im nördlichen Mitteleuropa samt den Britischen Inseln empfangen werden. Der Pan European Beam ist in ganz Europa, den Kanarischen Inseln und im nördlichsten Afrika zu empfangen.